# André Rey (dessinateur)
Pour les articles homonymes, voir André Rey et Rey.
André Rey, né le 7 avril 1923 à Oyonnax dans l'Ain et mort le 12 mars 2013 à Bâgé-le-Châtel, est un dessinateur français de bandes dessinées.

## Biographie
Résistant dans le maquis à l'âge de vingt ans durant la Seconde Guerre mondiale, il n'a pas eu de formation de dessinateur, car la période de la guerre ne lui a pas permis de suivre des cours, mais il aimait dessiner, et cela, dès son plus jeune âge.
Admirateur de Charlie Chaplin et Yves Montand, lecteur assidu de biographies diverses, son inspiration en tant que dessinateur lui vient de ses lectures de jeunesse : Les Pieds Nickelés, L'Épatant, Bibi Fricotin ou Le journal de Mickey.
- 1946 : dessins humoristiques pour le journal Paris-Monde illustré
- 1947 : Dessin et scénarios de La mission dangereuse du détective Lafrousse dans le journal Les trois couleurs (à partir du no 2)
- 1948 : dans Sprint Junior, il dessine un western dans Vengeur ainsi que Cogneur (une série sur le cyclisme les nos 140 et 141). Il passe à La Flibuste, il dessine quelques planches de Brik un corsaire créé par Marcel Navarro et dont Jean Cézard avait illustré les premiers récits.
- 1950 : Trois épisodes de TARGA avec Robert Bagage.
- 1951/1952 : les années Chott, il va dessiner dans Cap'tain Paf, Tornado, Big Bill le casseur (les numéros 59, 60, 61 et 62)
- 1952 à 1960 : Illustrations et dessins de la Une pour la revue La Montagne.
- 1960 à 1966 : les années Impéria (Buck John et Kit Carson).